# 瀧川資言
瀧川 資言（たきがわ すけのぶ、慶応元年11月12日（1865年12月29日） - 1946年（昭和21年）2月23日）は、日本の漢学者。戸籍名は龜太郎（かめたろう）、字は資言、号は君山。『史記会注考証』（『史記』の注釈書）を編纂したことで知られる。

## 生涯
1865年（慶応元年）11月12日に出雲国島根郡（現・松江市中原町）にて士族であった杢之丞の長男として生を受けた。1882年（明治15年）旧制松江中学を中退し上京。島田篁村の双桂精舎で学んだ後、1887年（明治20年）、東京帝国大学古典講習科漢書課卒業。
1897年（明治30年）に第二高等学校教授、1926年（大正15年）に大東文化学院教授となる。1931年（昭和6年）、東北帝国大学より文学博士の学位を授与される。1946年（昭和21年）2月23日、逝去。戒名は龜鏡院君山自秀居士。

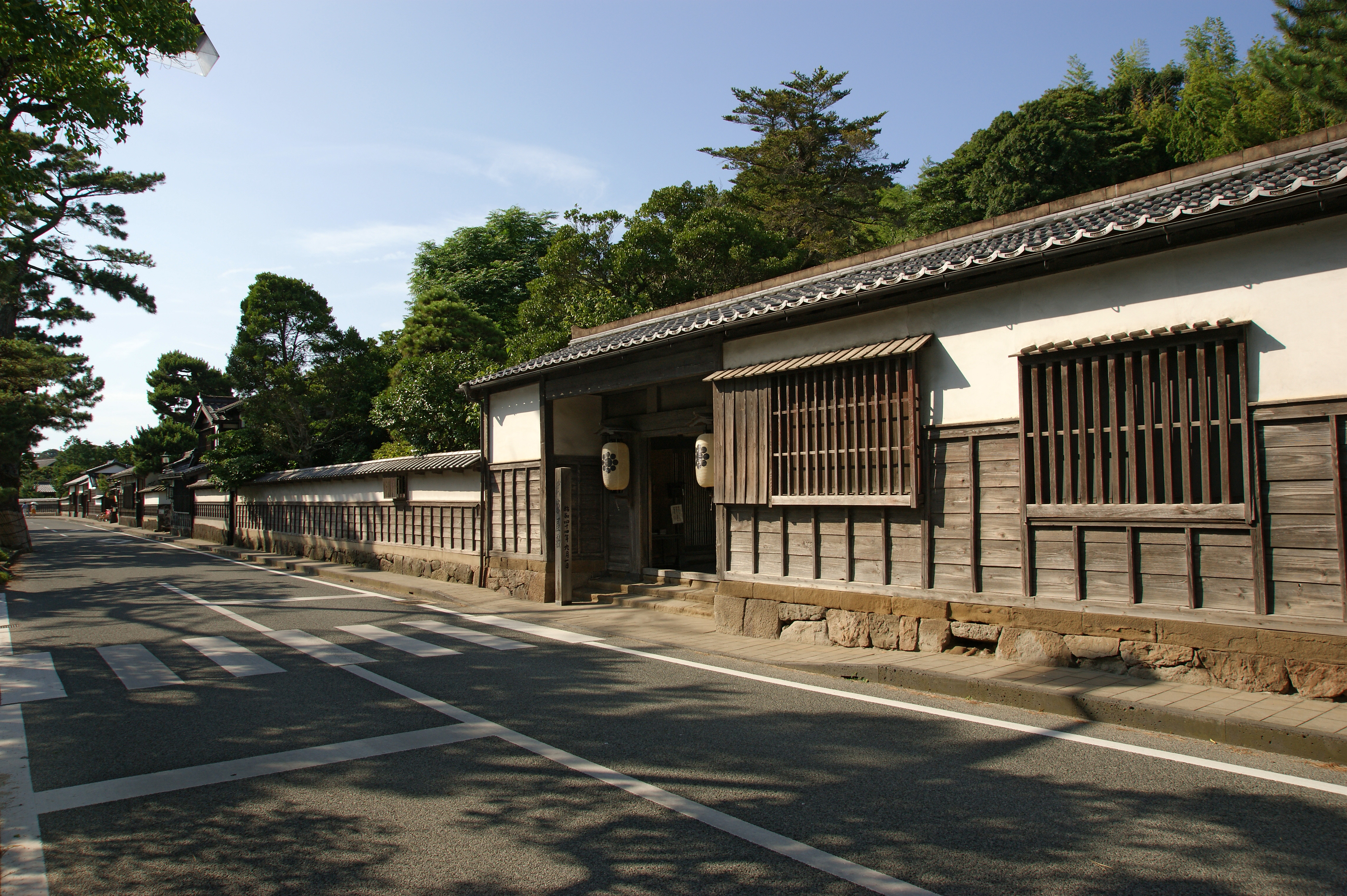
武家屋敷 (塩見縄手)

東京および仙台に居住することが多かったが、最晩年の1945年（昭和20年）3月31日からは戦火を逃れるため郷里の松江市に疎開した。同市北堀町に彼が晩年を過ごした武家屋敷の旧宅（伝、塩見小兵衛邸）が現存している。博覧強記で、取材に訪れた新聞記者を驚かせ、著作の『史記会注考証』の署名は「日本出雲瀧川資言」である。
「瀧川氏系図」によれば、戦国時代の武将滝川一益の兄であった瀧川範勝（瀧城主）は、松平出雲守大番四番組瀧川資信の四世前の祖とされ、その瀧川資信を瀧川氏元祖として、資言は十世にあたるとされる。

## 著書
- 『支那史』市村瓚次郎共纂著 吉川半七 1891-92
- 『高等漢文標註近古文鈔』編 金港堂 1913
- 『纂評論語集註』編 金港堂 1913
- 『審定十八史略鈔』編 金港堂書籍 1928
- 『審定日本外史鈔』編 金港堂書籍 1928
- 『審定孟子鈔』編 金港堂書籍 1928
- 『審定論語鈔』編 金港堂書籍 1928
- 司馬遷『史記会注考証』裴駰集解 司馬貞索隠 張守節正義 東方文化学院東京研究所 1934
- 『史記会注考証 孔子世家』東方文化学院東京研究所 1935
- 『史記会注考証 仲尼弟子列伝』東方文化学院東京研究所 1935
- 『史記会注考証 伯夷列伝・管晏列伝・老荘申韓列伝』東方文化学院東京研究所 1935
- 黄堅『纂標古文真宝前集』松雲堂書店 1937
- 『史記会注考証 太史公自序』東方文化学院東京研究所 1937
- 『史記会注考証 孟子荀卿列伝・孟嘗君列伝』東方文化学院東京研究所 1937
- 『史記会注考証 項羽本紀・留侯世家・伯夷列伝・魏公子列伝・淮陰侯列伝』東方文化学院 1939
- 『孝経 附・古文孝経』玄宗皇帝注 纂標 松雲堂書店 1940
- 『纂標唐宋八家文読本鈔』編 東京開成館 1941
- 『史記会注考証』史記会注考証校補刊行会 1956
- 『大學中庸章句 纂標』松雲堂書店
- 『訓注・史記會注考證』考證 石川梅次郎・原田種成訓注 松雲書院 1977